# HK Olimpija Kompas 1986/87
V sezoni 1986/87 je HK Olimpija Kompas osvojila tretje mesto v jugoslovanski ligi.

## Postava
| Vratarji | Vratarji                                        | Vratarji       | Vratarji    | Vratarji | Vratarji                    | Vratarji             |
| -------- | ----------------------------------------------- | -------------- | ----------- | -------- | --------------------------- | -------------------- |
| #        | Nar                                             | Igralec        | Boljša roka | Sez.     | Starost (rojstni dan)       | Kraj rojstva         |
|          | Socialistična federativna republika Jugoslavija | Zvonimir Bolta |             | 4        | 24 let (17. maj 1962)       | Ljubljana, Slovenija |
|          | Socialistična federativna republika Jugoslavija | Luka Simčič    | leva        | 1        | 16 let (16. september 1969) | Ljubljana, Slovenija |

| Branilci | Branilci                                        | Branilci       | Branilci    | Branilci | Branilci                  | Branilci             |
| -------- | ----------------------------------------------- | -------------- | ----------- | -------- | ------------------------- | -------------------- |
| #        | Nar                                             | Igralec        | Boljša roka | Sez.     | Starost (rojstni dan)     | Kraj rojstva         |
|          | Socialistična federativna republika Jugoslavija | Igor Beribak   |             | 3        | 22 let (18. maj 1964)     | Ljubljana, Slovenija |
|          | Socialistična federativna republika Jugoslavija | Andrej Brodnik | desna       | 2        | 16 let (4. maj 1970)      | Ljubljana, Slovenija |
|          | Socialistična federativna republika Jugoslavija | Vojko Lajovec  |             | 4        | 24 let (18. marec 1962)   | Ljubljana, Slovenija |
|          | Socialistična federativna republika Jugoslavija | Boris Pajič    |             | 1        | 23 let (24. junij 1963)   | Jesenice, Slovenija  |
|          | Socialistična federativna republika Jugoslavija | Murajica Pajič |             | 1        | 25 let (24. avgust 1961)  | Jesenice, Slovenija  |
|          | Socialistična federativna republika Jugoslavija | Darko Prusnik  |             | 2        | 30 let (7. marec 1956)    | Ljubljana, Slovenija |
|          | Socialistična federativna republika Jugoslavija | Bojan Zajc     | desna       | 3        | 20 let (7. november 1965) | Ljubljana, Slovenija |

| Napadalci | Napadalci                                       | Napadalci     | Napadalci | Napadalci   | Napadalci | Napadalci                 | Napadalci                  |
| --------- | ----------------------------------------------- | ------------- | --------- | ----------- | --------- | ------------------------- | -------------------------- |
| #         | Nar                                             | Igralec       | Položaj   | Boljša roka | Sez.      | Starost (rojstni dan)     | Kraj rojstva               |
|           | Socialistična federativna republika Jugoslavija | Marjan Gorenc | F         | leva        | 1         | 22 let (27. februar 1964) | Ljubljana, Slovenija       |
|           | Socialistična federativna republika Jugoslavija | Dejan Kontrec | LW        | leva        | 2         | 16 let (23. januar 1970)  | Ljubljana, Slovenija       |
|           | Socialistična federativna republika Jugoslavija | Srdan Kuret   | F         |             | 1         | 28 let (20. maj 1958)     | Slovenija                  |
|           | Socialistična federativna republika Jugoslavija | Rok Rojšek    | LW        | leva        | 1         | 16 let (8. marec 1970)    | Celje, Slovenija           |
|           | Kanada                                          | John Smrke    | LW        |             | 1         | 30 let (25. februar 1956) | Chicoutimi, Québec, Kanada |
|           | Socialistična federativna republika Jugoslavija | Nik Zupančič  | RW        | desna       | 3         | 17 let (3. november 1968) | Ljubljana, Slovenija       |

## Tekmovanja

### Jugoslovanska liga
Uvrstitev: 3. mesto